# 三遊亭圓生 (5代目)
五代目 三遊亭 圓生（さんゆうてい えんしょう、1884年10月1日 - 1940年1月23日）は、東京の落語家。本名∶村田 源治。弟は五代目三遊亭圓窓。また一時兵役逃れで三遊亭桃生の養子になっていた。

## 来歴
下総八街の宿屋「梅屋」の家に生まれ、父は入婿で芝愛宕下で大工をしていた。6歳で実父は出奔、親戚に預けられ14歳で日本橋蛎殻町の足袋店に奉公するなど、波瀾に満ちた少年時代を送る。
1902年、19歳で奉公先を飛び出す。剣舞の日比野雷風一座（日比野雷風正吉）に1、2年程加わったり、旅回りの一座に加わるなどの苦労を重ねる、1905年に旅回りの一座で知り合った四代目橘家圓蔵一門に入り、橘家二三蔵となる。1909年橘家小圓蔵で二ツ目に昇進。新進気鋭の若手として注目される。1912年に、三代目三遊亭圓窓を襲名し真打昇進。
1915年3月には講釈師の坂本富岳らと共に落語家として初めて横浜から渡米して興行した。1916年（大正5年）9月に帰国し、師匠圓蔵ともども落語界の重鎮として活躍。師匠圓蔵死後の1922年2月、五代目橘家圓蔵を襲名。一門を率いると共に関東大震災を挟んで芝宇田川町で寄席「三光亭」の経営に乗り出した。
1925年1月、五代目三遊亭圓生を襲名。この頃所属の演芸会社を脱退、以降は東西会、睦会に所属。1927年には三語楼協会入りする。1930年に睦会へ復帰し、1934年に同会会長に就任するも、すぐに脱退。東京落語協会に移籍する。
1940年1月、腎臓病に喘息を併発。病を押して寄席に出演し、「首提灯」を演じる。帰宅し雑煮を食べた後容態が悪化した。同月23日、心臓麻痺を起こして死去。単行本や雑誌などに数多くの速記を載せているが、残されているSPレコードは少ない。墓所は世田谷区永隆寺。

## 芸歴
- 1905年 - 四代目橘家圓蔵に入門、「二三蔵」を名乗る。
- 1909年 - 二ツ目昇進、「小圓蔵」と改名。
- 1912年 - 真打昇進、「三代目三遊亭圓窓」を襲名。
- 1915年3月 - 落語家として初めて渡米して興行。
- 1922年2月 - 「五代目橘家圓蔵」を襲名。
- 1925年1月 - 「五代目三遊亭圓生」を襲名。
- 1927年 - 三語楼協会に入る。
- 1930年 - 睦会に復帰。
- 1934年
  - 睦会会長に就任。
  - すぐに脱退し、東京落語協会に移籍。

## 人物
通称は、約85キロもある巨体であったため「デブの圓生」。

## 得意ネタ
- 「首提灯」
- 「三十石」
- 「お若伊之助」
- 「文七元結」
- 「らくだ」
- 「三年目」
- 「夢金」

相撲取りのような身体であったが、高座で娘を演じると、娘に見えたと言う伝説を持つ。

## 弟子
- 橘家花圓蔵
- 三遊亭圓吉
- 橘家圓晃

### 移籍
- 六代目橘家圓好

### 廃業
- 橘家圓太郎